# Hoplistomerus zelimina
Hoplistomerus zelimina là một loài ruồi trong họ Asilidae. Hoplistomerus zelimina được Speiser miêu tả năm 1910. Loài này phân bố ở vùng nhiệt đới châu Phi.